# Mycosphère
La mycosphère est l'espace pédologique et aérien comprenant toute la vie sous forme de champignons.